# براتان سنوف
براتان سنوف (بلغاری: Братан Ценов؛ زادهٔ ۷ ژانویهٔ ۱۹۶۴) کشتی‌گیر اهل بلغارستان است.